# مستورة الأحمدي
مستورة ضويعن سعد الأحمدي الحربي ، (1976 - 2011) شاعرة وكاتبة سعودية، لمع نجمها عندما شاركت في برنامج شاعر المليون ، كما اشتهرت بكتابة قصيدة اوبريت ملك القلوب لمهرجان الجنادرية.

## مشاركاتها
شاركت في عدة أمسيات شعرية ولها قصائد بالفصحى والنبطي، كما شاركت في برنامج شاعر المليون والذي حققت فيه نجاحات وحظيت بجماهيرية كبيرة، وكانت آخر نشاطاتها الثقافية في عام 2010 ، حين شاركت في أمسية شعرية خلال فعاليات مهرجان المدينة والتي أقيمت في معرض جامعة طيبة الدولي الثالث للكتاب.

## وفاتها
توفيت مستورة الأحمدي في المدينة المنورة في يوم 5 ذو القعدة 1432 هـ الموافق 3 أكتوبر 2011، بعد مرض مفاجئ ألم بها ، وكان آخر ما كتبته الشاعرة الراحلة على صفحتها في «الفيس بوك» : «تنفسوا بعمق .. شهييييييق.. زفيييييير.. فكل ملذات الدنيا تقف عندما تتعثّر أنفاسنا قبل أن تتشبع الرئة بما فيها من أكسجين وما زلنا بخير ما دامت لم تقف الحياة بعد.. احترامًا لعجزنا عن التنفس».